# LATAM Cargo Brasil
LATAM Cargo Brasil (zuvor TAM Cargo sowie ABSA – Aerolinhas Brasileiras SA) ist eine brasilianische Frachtfluggesellschaft mit Sitz in Campinas und Basis auf dem Flughafen Viracopos. LATAM Cargo bedient primär den Frachtmarkt zwischen Lateinamerika und den USA. Ursprünglich wurde LATAM Cargo im Jahr 2008 als Unternehmenssparte der TAM Linhas Aéreas gegründet. Als Fluggesellschaft entstand sie 2012 durch die Umfirmierung der ABSA – Aerolinhas Brasileiras.

## Geschichte

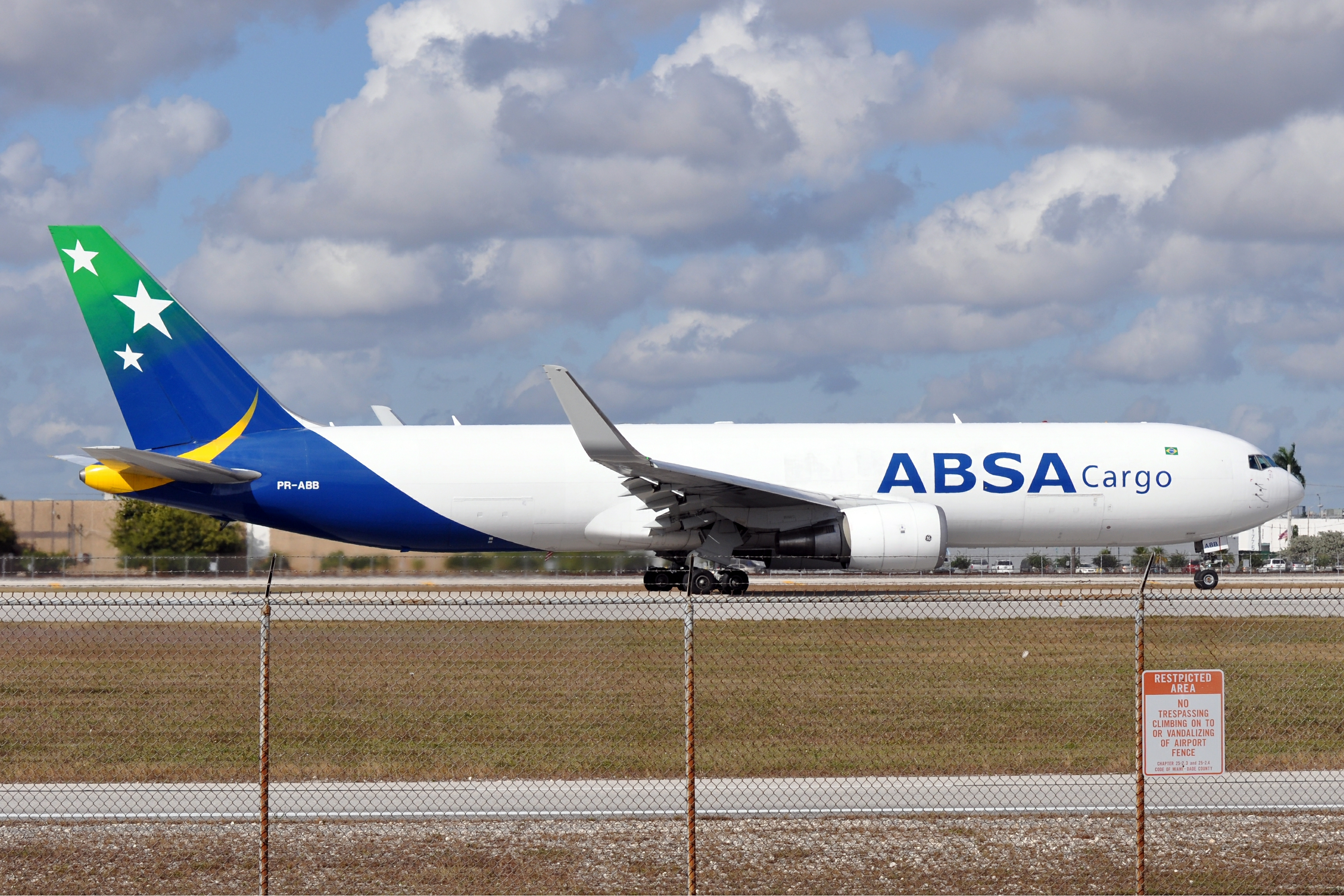
Eine Boeing 767 in Farben der ABSA – Aerolinhas Brasileiras.

Die Fluggesellschaft wurde 1994 unter dem Namen Transportes Charter do Brasil in Campinas gegründet. Anfänglich setzte das Unternehmen keine eigenen Flugzeuge ein, sondern mietete für seine Transportaufträge kurzzeitig Maschinen des Typs Douglas DC-8 von der kolumbianischen LAC Líneas Aéreas del Caribe an. Ab Januar 1997 wurde erstmals eine Douglas DC-8-52F langfristig geleast. Im Juli 1999 ergänzte eine Douglas DC-8-54F die Flotte. Im Jahr 2000 erhielt die Gesellschaft den Namen Brasil Transair - Transportes Charter Turismo.
Anfang 2001 erwarb die chilenische LAN Airlines eine Mehrheitsbeteiligung an der Gesellschaft, die daraufhin zur ABSA - Aerolinhas Brasileiras (im Außenauftritt ABSA Cargo) umfirmiert und in die 1998 entstandene LAN-Chile-Cargo-Group integriert wurde. ABSA Cargo stellte im Januar 2002 ihr erstes Frachtflugzeug des Typs Boeing 767 in Dienst.
Bereits im Jahr 2008 gründete die brasilianische TAM Linhas Aéreas ihre Frachtflugsparte TAM Cargo. Nach der im August 2012 abgeschlossenen Fusion zwischen LAN und Brasiliens TAM Linhas Aéreas zur LATAM Airlines Group, die praktisch eine Übernahme durch LAN darstellte, wurde die Fluggesellschaft ABSA - Aerolinhas Brasileiras als TAM Cargo administrativ in die TAM Cargo eingegliedert. Im Jahr 2016 wurde die Sparte in LATAM Cargo umfirmiert.

## Flotte
Mit Stand April 2025 besteht die Flotte der LATAM Cargo aus zwei Flugzeugen, mit einem Durchschnittsalter von 18,7 Jahren:
| Flugzeugtyp     | Anzahl | bestellt | Anmerkungen               | Kapazität (in Tonnen) | Durchschnittsalter |
| --------------- | ------ | -------- | ------------------------- | --------------------- | ------------------ |
| Boeing 767-300F | 2      |          | mit Winglets ausgestattet | 52,7                  | 18,7 Jahre         |
| Gesamt          | 2      | -        |                           |                       | 18,7 Jahre         |